# 美國郵票

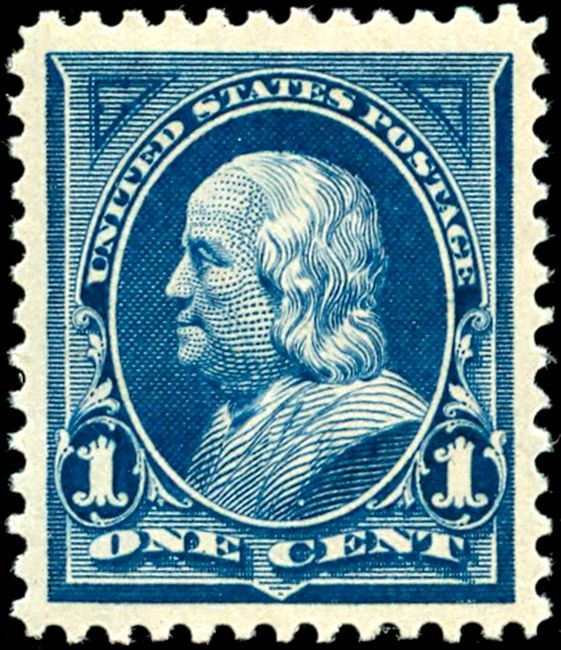
1895年的美國郵票

美國郵票是指在美國發行的郵票。美國郵票可以分為普通郵票、紀念郵票、航空郵票三種類型。美國的第一套普通郵票發行於1847年，當時面值為5美分和10美分。未使用的1847年普通郵票十分稀少，擁有很高的價值。而美國的第一套紀念郵票則發行於1893年。美國的第一套航空郵票發行於1918年。

## 外部連結
- USPS Official web site (history section) （页面存档备份，存于）
- 1847USA （页面存档备份，存于）
- Chart of value of Undenominated Stamps （页面存档备份，存于）
- Smithsonian National Postal Museum
- Richard Frajola, Exhibits and Presentations （页面存档备份，存于）